# Antonio Snider-Pellegrini
Antonio Snider-Pellegrini (1802–1885) foi um cientista e geógrafo francês que elaborou, em 1858, dois mapas representando a sua versão da forma como as Américas e o continente Africano poderiam, no passado, ter estado juntos.
Pellegrini foi o primeiro cientista a defender explicitamente a fragmentação e deriva dos continentes vizinhos do Atlântico, baseando-se na correspondência morfológica entre as linhas da costa dos dois continentes; em observações paleontológicas relativas a certos tipos de fósseis encontrados nos dois continentes; nas obras de Ortellius e   Bacon, o primeiro sugerindo que as Américas foram arrastadas para longe da África e Europa por fenômenos "catastróficos" como terremotos e cheias, perspectiva que melhor explicava os processos geológicos do nosso planeta até o século XVII.
Atualmente prevalece a Teoria da Tectónica de placas.